# AZS-AWF Gorzów Wielkopolski (wioślarstwo)
Sekcja wioślarska KS AZS-AWF Gorzów Wielkopolski – sekcja uczelnianego klubu sportowego działającego przy Zamiejscowym Wydziale Kultury Fizycznej w Gorzowie Wielkopolskim.

## Wyniki sportowe
Największymi sukcesami sekcji wioślarskiej gorzowskiego AZS-AWF są trzy złote medale olimpijskie oraz udział 6 zawodników w 7 różnych igrzyskach olimpijskich (na przestrzeni lat 1992–2020). Niezależnie od tego, liczni wioślarze AZS-AWF Gorzów Wielkopolski reprezentowali Polskę w mistrzostwach świata i Europy w różnych kategoriach wiekowych, niejednokrotnie zdobywając w nich medale.
Po 1998 roku według punktacji Polskiego Związku Towarzystw Wioślarskich, gorzowski AZS-AWF zajął następujące miejsca w klasyfikacji drużynowej:
- w roku 1997 – 10. miejsce na 35 sklasyfikowanych klubów[4],
- w roku 1998 – 10. miejsce na 35 sklasyfikowanych klubów[4],
- w roku 1999 – 13. miejsce na 32 sklasyfikowane kluby[4],
- w roku 2000 – 17. miejsce na 33 sklasyfikowane kluby[4],
- w roku 2001 – 9. miejsce na 33 sklasyfikowane kluby[4],
- w roku 2002 – 9. miejsce na 33 sklasyfikowane kluby[4],
- w roku 2003 – 12. miejsce na 34 sklasyfikowane kluby[4],
- w roku 2004 – 15. miejsce na 34 sklasyfikowane kluby[4],
- w roku 2005 – 18. miejsce na 36 sklasyfikowanych klubów[4],
- w roku 2006 – 17. miejsce na 34 sklasyfikowane kluby[4],
- w roku 2007 – 9. miejsce na 35 sklasyfikowanych klubów[4],
- w roku 2008 – 8. miejsce na 37 sklasyfikowanych klubów[4],
- w roku 2009 – 6. miejsce na 38 sklasyfikowanych klubów[4],
- w roku 2010 – 7. miejsce na 37 sklasyfikowanych klubów[4],
- w roku 2011 – 12. miejsce na 35 sklasyfikowanych klubów[4],
- w roku 2012 – 7. miejsce na 35 sklasyfikowanych klubów[4],
- w roku 2013 – 12. miejsce na 38 sklasyfikowanych klubów[4],
- w roku 2014 – 10. miejsce na 36 sklasyfikowanych klubów[5],
- w roku 2015 – 9. miejsce na 38 sklasyfikowanych klubów[6],
- w roku 2016 – 6. miejsce na 37 sklasyfikowanych klubów[7],
- w roku 2017 – 7. miejsce na 35 sklasyfikowanych klubów[8],
- w roku 2018 – 5. miejsce na 33 sklasyfikowane kluby[9]
- w roku 2019 – 7. miejsce na 35 sklasyfikowanych klubów[10]
- w roku 2020 – b.d.
- w roku 2021 – 7. miejsce na 41 sklasyfikowanych klubów[11]

## Najwybitniejsi zawodnicy

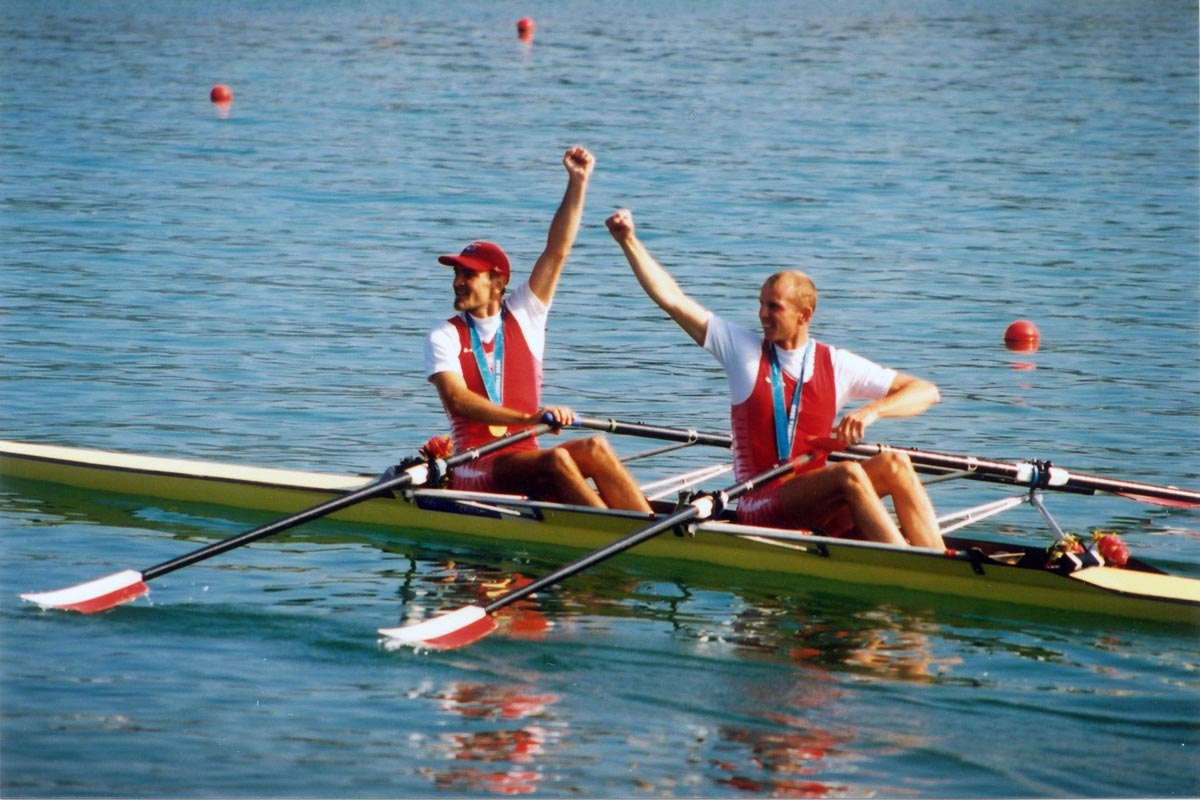
T. Kucharski (z lewej)

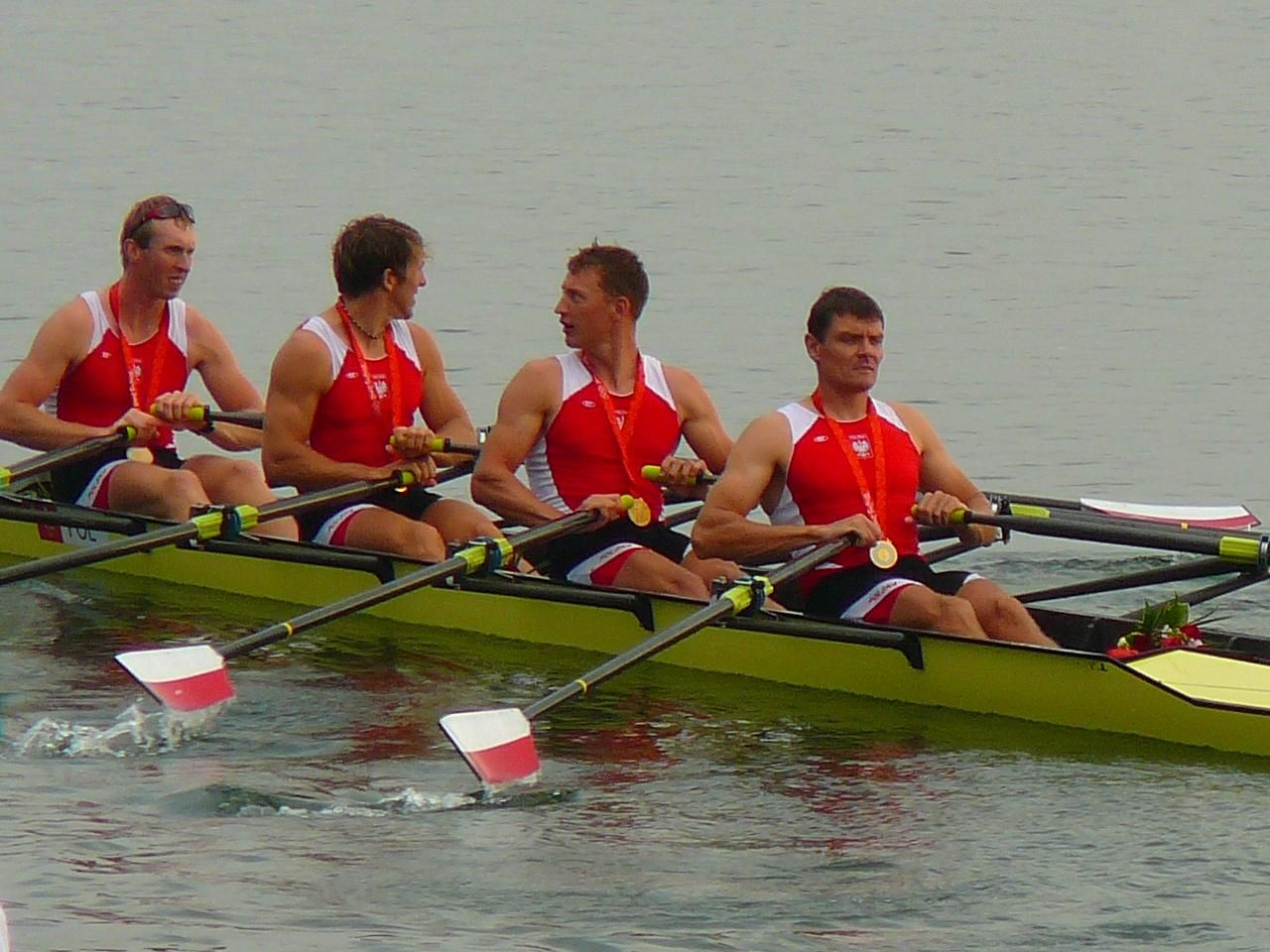
M. Jeliński (drugi od prawej)

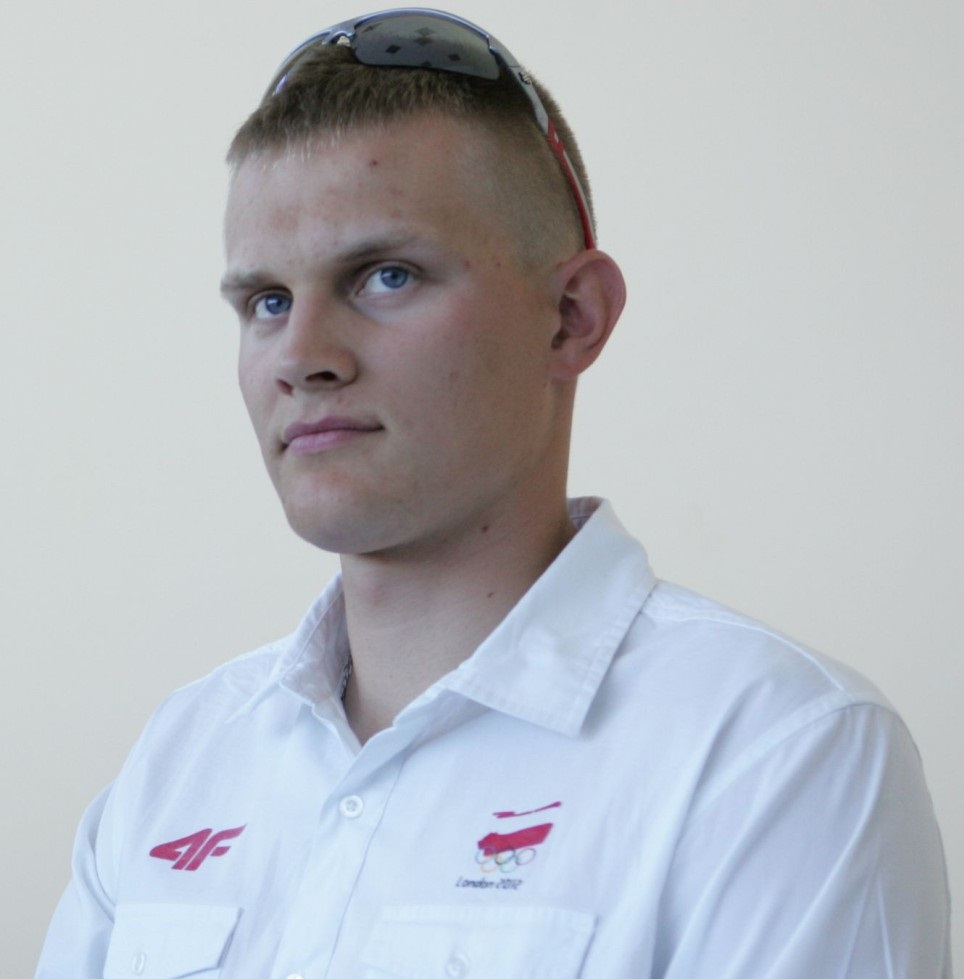
Z. Schodowski

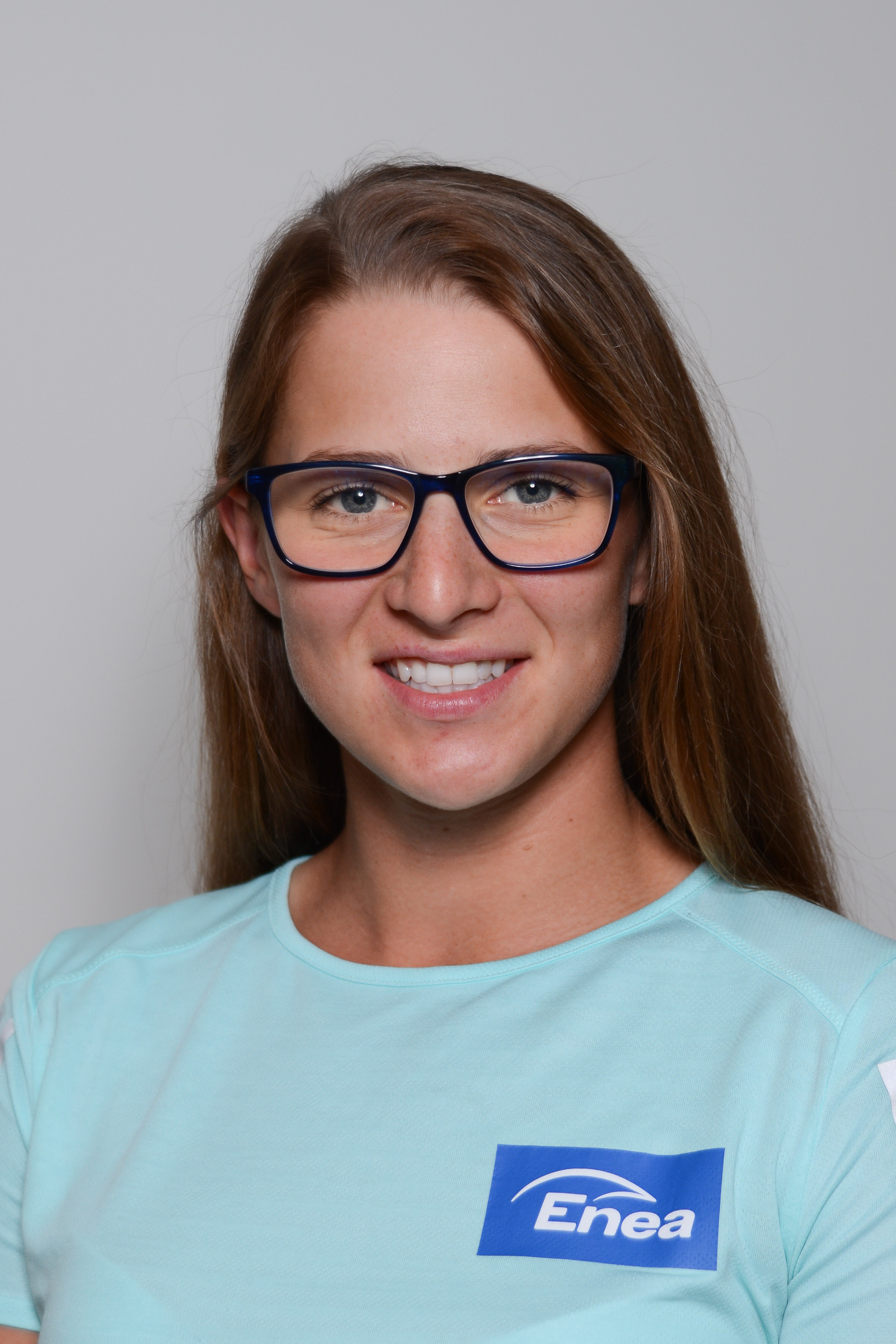
O. Michałkiewicz

W historii sekcji wioślarskiej AZS-AWF Gorzów Wielkopolski, najwybitniejszymi zawodnikami byli: 
Piotr Basta – olimpijczyk i medalista mistrzostw świata. Zawodnikiem AZS-AWF Gorzów Wielkopolski był w latach 1985–1993. Odniósł następujące sukcesy:
- 1992 –  Igrzyska Olimpijskie w Barcelonie – dwójka ze sternikiem – VII miejsce,
- 1991 – Mistrzostwa świata we Wiedniu – dwójka ze sternikiem –  srebrny medal,
- wielokrotny mistrz Polski.

Karol Łazar – olimpijczyk i uczestnik mistrzostw świata. AZS-AWF Gorzów Wielkopolski reprezentował w latach 1990–2000. Jego wyniki:
- 2000 –  Igrzyska Olimpijskie w Sydney – czwórka podwójna – VIII miejsce,
- 1998 – Mistrzostwa świata w Kolonii – czwórka podwójna – VI miejsce
- 1999 – Mistrzostwa świata w St. Catharines – czwórka podwójna – XI miejsce
- wielokrotny medalista mistrzostw Polski.

Tomasz Kucharski – dwukrotny mistrz olimpijski i świata. Przez całą karierę był zawodnikiem AZS-AWF Gorzów Wielkopolski (w latach 1987–2008). W latach tych odniósł następujące sukcesy:
- 2000 –  Igrzyska Olimpijskie w Sydney – dwójka podwójna kategorii lekkiej –  złoty medal,
- 2004 –  Igrzyska Olimpijskie w Atenach – dwójka podwójna kategorii lekkiej –  złoty medal,
- 1997 – Mistrzostwa świata w Aiguebelette-le-Lac – dwójka podwójna kategorii lekkiej –  złoty medal,
- 1998 – Mistrzostwa świata w Kolonii – dwójka podwójna kategorii lekkiej –  złoty medal,
- 2001 – Mistrzostwa świata w Lucernie – dwójka podwójna kategorii lekkiej –  srebrny medal,
- 2002 – Mistrzostwa świata w Sewilli – dwójka podwójna kategorii lekkiej –  srebrny medal,
- 2003 – Mistrzostwa świata w Mediolanie – dwójka podwójna kategorii lekkiej –  srebrny medal,
- wielokrotny mistrz Polski.

Michał Jeliński – mistrz olimpijski, Europy i czterokrotny mistrz świata. Zawodnikiem AZS-AWF Gorzów Wielkopolski był przez całą karierę – w latach 1998–2012. Jego największe osiągnięcia:
- 2004 –  Igrzyska Olimpijskie w Atenach – dwójka podwójna – XIII miejsce,
- 2008 –  Igrzyska Olimpijskie w Pekinie – czwórka podwójna –  złoty medal,
- 2012 –  Igrzyska Olimpijskie w Londynie – czwórka podwójna – VI miejsce,
- 2005 – Mistrzostwa świata w Gifu – czwórka podwójna –  złoty medal,
- 2006 – Mistrzostwa świata w Eton – czwórka podwójna –  złoty medal,
- 2007 – Mistrzostwa świata w Monachium – czwórka podwójna –  złoty medal,
- 2009 – Mistrzostwa świata w Poznaniu – czwórka podwójna –  złoty medal,
- 2010 – Mistrzostwa Europy w Montemor-o-Velho – czwórka podwójna –  złoty medal,
- 2002 – Młodzieżowe mistrzostwa świata w Genui – dwójka podwójna –  srebrny medal
- wielokrotny mistrz Polski.

Zbigniew Schodowski – olimpijczyk, mistrz Europy i medalista mistrzostw świata. W barwach AZS-AWF Gorzów Wielkopolski startował w latach 2007–2018. Odniósł następujące sukcesy:
- 2012 –  Igrzyska Olimpijskie w Londynie – ósemka – VII miejsce,
- 2016 –  Igrzyska Olimpijskie w Rio de Janeiro – ósemka – V miejsce,
- 2014 – Mistrzostwa świata w Amsterdamie – ósemka –  brązowy medal,
- 2012 – Mistrzostwa Europy w Varese – ósemka –  złoty medal,
- 2013 – Mistrzostwa Europy w Sewilli – ósemka –  srebrny medal,
- 2017 – Mistrzostwa Europy w Račicach – ósemka –  srebrny medal,
- 2008 – Młodzieżowe mistrzostwa świata w Brandenburg an der Havel – ósemka –  brązowy medal,
- 2009 – Młodzieżowe mistrzostwa świata w Račicach – ósemka –  złoty medal,
- wielokrotny medalista mistrzostw Polski.

Olga Michałkiewicz – olimpijka, medalistka mistrzostw świata (pierwsza w historii klubu kobieta, która sięgnęła po medal tej rangi) i Europy. W barwach AZS-AWF Gorzów Wielkopolski występuje od 2014. Jej wyniki:
- 2020 –  Igrzyska Olimpijskie w Tokio – czwórka bez sternika – VI miejsce,
- 2017 – Mistrzostwa świata w Sarasocie – czwórka bez sternika –  srebrny medal,
- 2018 – Mistrzostwa Europy w Glasgow – czwórka bez sternika –  brązowy medal,
- 2019 – Mistrzostwa Europy w Lucernie – czwórka bez sternika –  brązowy medal,
- 2015 – Młodzieżowe mistrzostwa świata w Płowdiw – czwórka podwójna –  złoty medal,
- 2016 – Młodzieżowe mistrzostwa świata w Rotterdamie – czwórka podwójna –  złoty medal,
- wielokrotna medalistka mistrzostw Polski.